# GROM
Військова частина ГРОМ імені Тихотемних десантників Армії Крайової (пол. Jednostka Wojskowa GROM im. Cichociemnych Spadochroniarzy Armii Krajowej) (в/ч 2305) — військова частина Сил спеціального призначення Польщі, створена 13 липня 1990 року.
Підготовлена для проведення спеціальних операцій, включаючи контртерористичні, як у мирний час, так і під час кризи або війни. З моменту створення підрозділ є повністю професійним.

## Історія

### Історія створення
У 1970-х і 1980-х роках у Польщі існувало кілька спеціальних підрозділів, однак вони були підготовлені або для вирішення суто військових завдань (саботаж, порушення зв'язку і т. і.), або для контртерористичної ролі. Після захоплення польського посольства в Берні польськими дисидентами в 1982 році, генерал Едвін Розлубірскі (Edwin Rozłubirski) запропонував створити секретний військовий підрозділ для боротьби із загрозою тероризму та іншими нетрадиційними загрозами. Однак, спочатку ця пропозиція була відкинута командуванням Війська Польського.
У 1989 році багатьом євреям було дозволено емігрувати з Радянського Союзу до Ізраїлю. Зі страху перед ісламськими екстремістами, які виступають проти будь-якого збільшення імміграції в Ізраїль, багато західноєвропейських країн вирішили не допомагати в переправленні громадян до Ізраїлю.
Польща була однією з країн, які надавали допомогу в організації еміграції євреїв до Ізраїлю, яка пізніше отримала назву «операція Міст» (Operacja Most). Після того, як двоє польських дипломатів були застрелені в Бейруті, підполковник Славомір Петелицький (Sławomir Petelicki) був направлений до Лівану для забезпечення безпеки переміщення цивільного населення і дипломатичного представництва Польщі.
Після свого повернення до Польщі він представив свій план по створенню спеціального підрозділу Міністерства внутрішніх справ, сили якого будуть проходити підготовку для спеціальних операцій по захисту еміграції євреїв. Його ідеї були сприйняті позитивно, і 8 липня 1990 був створений GROM. Ця група була прихована під ім'ям Jednostka Wojskowa 2305 (JW 2305) = військова частина № 2305). За фактом скорочення означає «Група реалізації операцій міст», (Grupa Realizacyjna Operacji Most). Назва перекладається через все ще діючу таємницю як «Grupa Reagowania Operacyjno Manewrowego» = Група оперативно-маневреного реагування.
Ця група провела захист транзиту євреїв з Радянського Союзу до Ізраїлю.
Славомір Петелицький став першим командиром підрозділу. Як офіцер, який спеціалізується на розвідці (SB MSW) і диверсійних акціях, він ідеально підходив для спостереження за формуваннями, що зароджувалися. Він зібрав навколо себе групу однодумців солдатів-професіоналів, офіцерів-професіоналів (спецслужб і Збройних Сили Польщі) і ввів правила відбору солдатів, які будуть придатні для участі в спеціальних операціях. Через високі ризиків, пов'язаних спеціальною службою, було прийнято рішення про те, що всі кандидати повинні бути професійними солдатами.
Всі новобранці з першої партії прибули з різних вже існуючих спеціальних підрозділів Польських збройних сил, таких як:
- 1-й окремий штурмовий батальйон з Люблинці (1 Samodzielny Batalion Szturmowy)
- 6-а десантно-штурмової бригада (6 Brygada Desantowo-Szturmowa)
- польські військові водолази
- антитерористичного підрозділу поліції
- спеціальні команди різних підрозділів
- розвідувальні команди різних підрозділів

З усіх новобранців, тільки невеликій групі вдалося пройти навчання на основі досвіду SAS і психологічних тестів. Багато хто з перших інструкторів пройшли навчання в спеціальних підрозділах Великої Британії та США.
У перші кілька років з моменту створення, GROM був секретним і невідомим громадськості. Вперше загін був згаданий у повідомленнях преси в 1992 році і став відомий громадськості в 1994 році, після своєї першої великої військової операції на Гаїті. До 1 жовтня 1999 року, JW 2305 був підпорядкований міністерству внутрішніх справ Польщі, потім командування було передано армії.
У січні 2008 року JW GROM була підпорядкована новому, четвертому виду Збройних сил Республіки Польща — Спеціальним військам Польщі (Wojska Specjalne).

## Сучасний стан
В даний час JW GROM співпрацює з іншими спецпідрозділами Польщі: 1 Pułk Specjalny Komandosów — 1-м Спеціальним полком коммандос з Люблинці і «Формоза» — морським підрозділом спеціального призначення. Також налагоджено співпрацю з аналогічними підрозділами інших країн НАТО, наприклад:
- англійським SAS
- англійським SBS
- американськими силами спеціального призначення («Зелені берети»)
- американським спецпідрозділом Дельта Армії США
- американським спецназом Військово-морських сил США — SEALs — «Морські Котики»
- італійським 9-му десантно-штурмового полку «Col Moschin»[en]
- німецьким GSG 9
- німецьким KSK[en]
- нідерландським BBE
- канадським JTF2

## Організаційна структура
Особовий склад поділяється на так званих операторів і сили підтримки. Останні включають аналітиків, фахівців у галузі електроніки, комп'ютерних технологій, вибухових речовин, а також техніків. Саме завдяки їм можлива взаємодія окремих груп. Групи, спочатку сформовані з чотирьох команд можуть, при необхідності, утворювати більш великі групи. Ці групи складаються з добре навчених і оснащених солдатів, кожен з яких володіє двома спеціальностями, наприклад радіо-телеграфіст, снайпер, сапер, хімік, медик, водій. Крім того, кожен проходить курс загальної підготовки.

### Чисельність
Точна структура і чисельність JW GROM засекречені.
Станом на 2005 рік, чисельність оцінювалася в 270 осіб, станом на 2012 рік — близько 800 осіб.

### Командувачі JW GROM

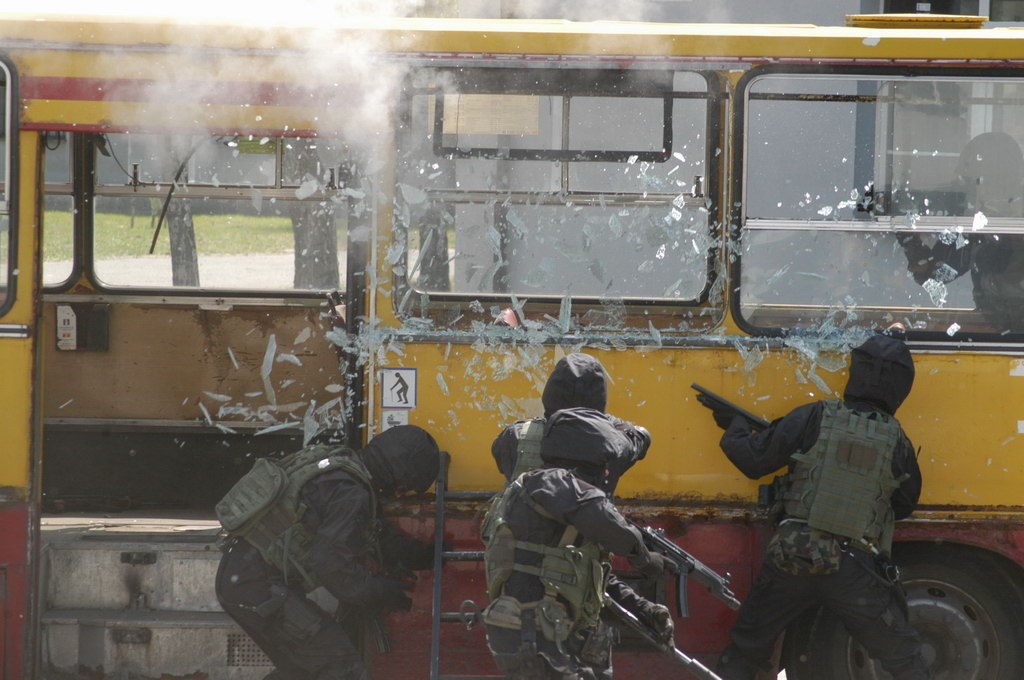

| Звання     | Ім'я                                      | Вступив на посаду | Покинув посаду   |
| ---------- | ----------------------------------------- | ----------------- | ---------------- |
| ген.-майор | Славомір Петелицький (Sławomir Petelicki) | 13 липня 1990     | 19 грудня 1995   |
| ген.-майор | Маріан Совіньскі (Marian Sowiński)        | 19 грудня 1995    | 6 грудня 1997    |
| ген.-майор | Славомір Петелицький (Sławomir Petelicki) | 6 грудня 1997     | 17 вересня 1999  |
| полк.      | Здзіслав Журавські (Zdzisław Żurawski)    | 17 вересня 1999   | 26 травня 2000   |
| полк.      | Роман Полько (Roman Polko)                | 26 травня 2000    | 11 лютого 2004   |
| полк.      | Тадеуш Сапежіньскі (Tadeusz Sapierzyński) | 11 лютого 2004    | 24 лютого 2006   |
| ген.-майор | Роман Полько (Roman Polko)                | 24 лютого 2006    | 8 листопада 2006 |
| полк.      | Петро Паталонг (Piotr Patalong)           | 8 листопада 2006  | 25 березня 2008  |
| полк.      | Єжи Гут (Jerzy Gut)                       | 25 березня 2008   | 24 липня 2008    |
| полк.      | Даріуш Завадка (Dariusz Zawadka)          | 24 липня 2008     | 6 серпня 2010    |
| полк.      | Єжи Гут (Jerzy Gut)                       | 6 серпня 2010     | 28 липня 2011    |
| полк.      | Петро Гонстал (Piotr Gąstał)              | 28 липня 2011     | тепер.           |

### Відомі операції

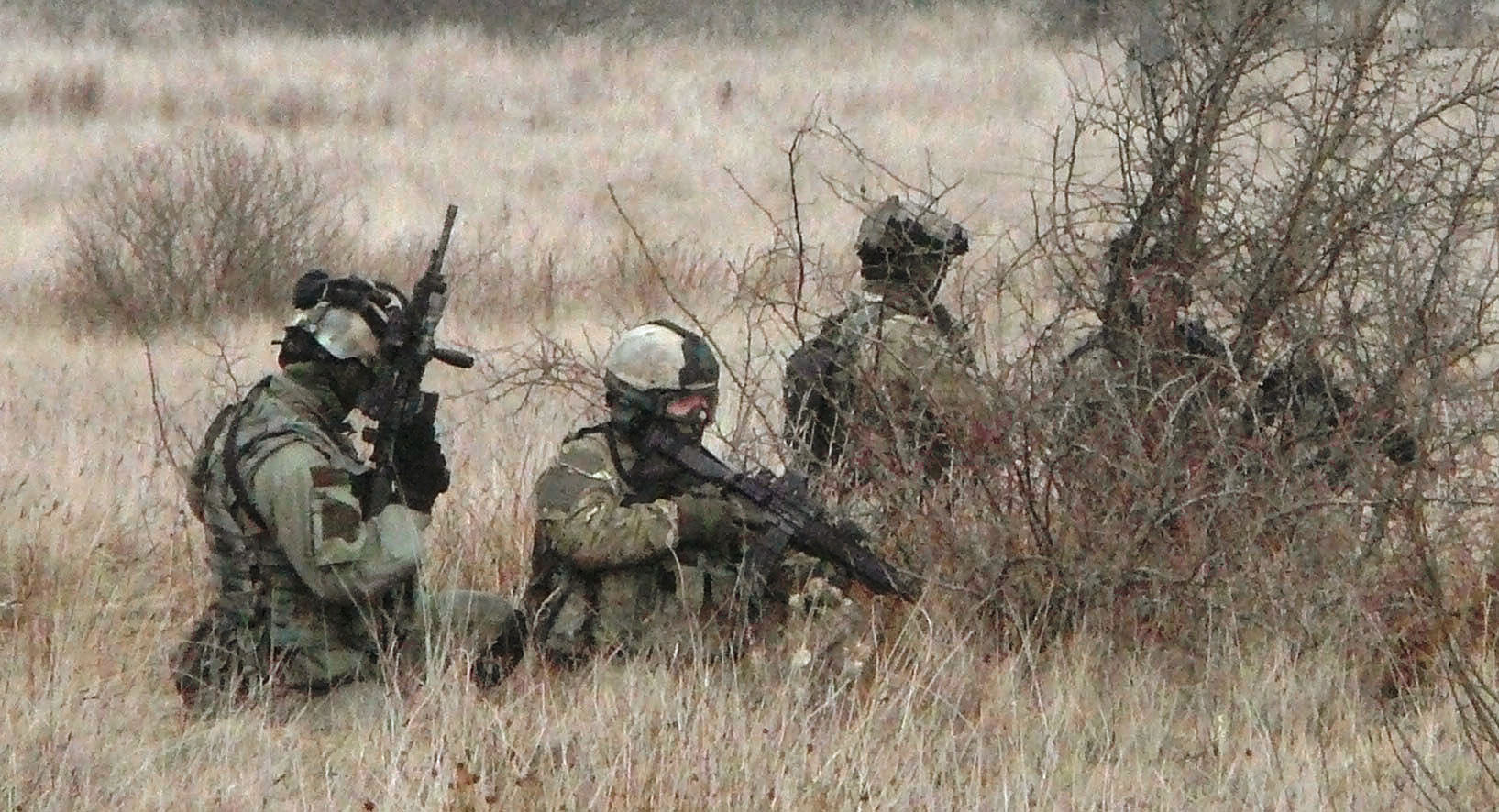

- захист транзиту євреїв з СРСР до Ізраїлю (Operacja Most).
- осінь 1994 — операція «Підтримка демократії» на Гаїті. Загін був нагороджений американської Похвальною медаллю, це перший випадок, коли іноземному підрозділу висловили довіру подібним чином;
- 27 червня 1997 — затримання Славко Докмановіча, одного з учасників війни в Хорватії (англ. Operacja Little Flower)
- 1996—1998 — операція UNTAES, проведення демілітаризації території східної Хорватії, пошук озброєння, техніки та військового спорядження;
- кінець 1990-х — пошук обвинувачених у військових злочинах в колишній Югославії;
- з 2001 — участь в операції «Непохитна свобода» і війну в Афганістані;
- з березня 2003 — участь в операції «Свобода Іраку»[3]. Підрозділ діяв в основному поблизу Басри на півдні Іраку.

## Завдання JW GROM
1. антитерористичні операції — в тому числі звільнення заручників, транспортних засобів (автомашин, автобусів, поїздів, літаків, суден), будівель та інших об'єктів інфраструктури, захоплених терористами;
2. евакуація цивільних осіб із зони військових дій, захоплених посольств чи інших об'єктів;
3. проведення розвідувальних операцій. Сюди відносять отримання всієї необхідної, з військової точки зору, інформації по угрупованню противника. Оцінка ефективності дій своїх військ, а також ефективності застосування нових видів озброєння.
4. проведення бойових пошуково-рятувальних операцій — наприклад, евакуації екіпажів літаків, збитих над територією супротивника.
5. DA — (від англ. Direct Action) — безпосередній вплив. Підготовка засідок, знищення зазначених об'єктів або транспортних засобів, припинення транспортування зброї. Диверсії в аеропортах і портах противника. Ліквідація діяльності командних пунктів, вузлів і засобів зв'язку, енергопостачання. Проведення операцій паралізують дії противника, до яких відносяться мінування району, створення паніки.
6. MS — (від англ. Military Support) — військова підтримка — підготовка військ для підтримки миру, зокрема, польських підрозділів. Консультації та допомогу союзникам в часи криз і воєн.
7. UW — (від англ. Unconventional Warfare) — нестандартні бойові дії.

## Підготовка
Кандидати, які бажають служити в JW 2305 зобов'язані пройти психологічні тести та тест на витривалість, поряд з так званим «тестом істини», фізичним і психологічним виснажливим польовим випробуванням, спрямованим на відсіювання слабких кандидатів. Солдати JW GROM тренуються з найкращими спеціальними підрозділами у світі.
Підготовка солдатів JW GROM включає в себе різноманітні дисципліни. Всі вони проходять особливу підготовку з боротьби з тероризмом та проведення спеціальних операцій, а також з підводного плавання, снайперської стрільби і стрибків з парашутом. У команді яка складається з чотирьох осіб, кожен військовослужбовець повинен бути готовий, якщо буде потрібно, прийняти на себе відповідні обов'язки його колег. Приблизно 75 % особового складу бійців бойових груп готують як парамедиків. Крім того, кожна група має підтримку з боку ряду професійних лікарів. Також, передбачається, що деякі оперативні працівники JW GROM добре володіють двома іноземними мовами.
На відміну від спеціалізованих підрозділів, підпорядкованих поліції, особовий склад частини, головним чином, готується для ліквідації терористів, а не їх захоплення.

## Екіпірування
Для скритного пересування під водою підрозділом з м. Гданськ використовуються кисневі апарати замкнутого типу «OXY-NG2» французького виробництва.
З 2007 року формування використовує камуфляж під назвою «Camogrom», аналог забарвлення Crye Precision Multicam (USA).

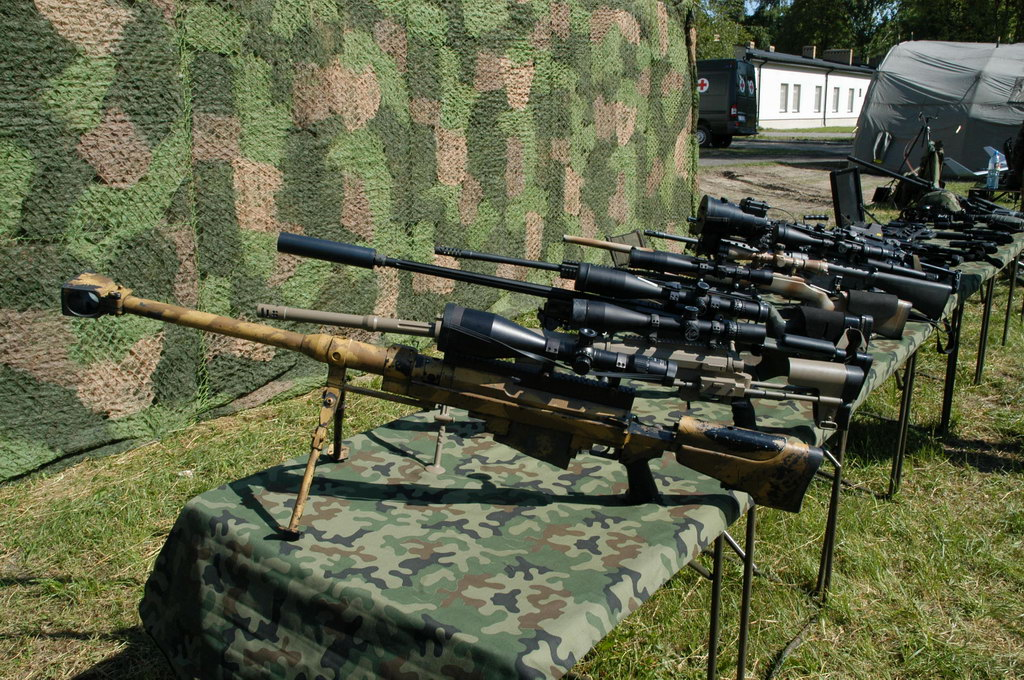

### Озброєння
На початку 1990х років, в перші роки існування на озброєнні загону знаходилося озброєння польського та радянського виробництва, в тому числі польські пістолети wz.83, пістолети-кулемети PM-84 Glauberyt, польські автомати kbk wz.88 Tantal і subkbk wz.89 Onyks, а також kbs wz.96 Beryl, кулемети ПКМ і UKM-2000, гранатомети РПГ-7 і РПГ-76 «Комар».
Надалі, на озброєння загону почали закуповувати зброю виробництва західних країн, у тому числі:
- пістолети: Glock 17 / Glock 17T, SIG-Sauer P228 і HK USP SD
- пістолети-кулемети: Uzi, пізніше HK MP5, FN P90
- помпові рушниці: Remington 870
- автомати:
  - в даний час на озброєнні складаються в основному автомати Colt M4A1 з системою RIS. З 2008 року їх поступово почали замінювати на HK 416, причому перевага була віддана скороченим варіантом HK 416D10RS з довжиною ствола 264 мм.
  - в невеликій кількості для випробувань були закуплені також FN F2000, HK G36, SIG SG 551 і Steyr AUG, але вони не отримали широкого застосування.
- снайперські гвинтівки: Mauser 86 SR[ru] \ Mauser SP66[ru], HK PSG1, PGM Mini-Hecate .338[en], Remington 700, M21, SR-25, Barrett M82, Sako TRG[en], Intervention[en]
- кулемети: 5,56-мм FN Minimi Para і, можливо, кулемети FN Minimi 7.62 під патрон 7.62х51 НАТО.
- Гранатомети: M203, Carl Gustaf M2, HK MZP-1 (HK-69 для поліції), HK AG36

Важка вогнева підтримка забезпечується великокаліберними кулеметами: 12,7-мм кулеметами НСВ і британською модифікацією кулемета M2HB-QCB фірми «Manroy».